# Halterofília als Jocs Olímpics d'estiu de 1936
Als Jocs Olímpics d'Estiu de 1936 celebrats a la ciutat de Berlín (Alemanya) es disputaren el dia 2 d'agost de 1936, igual que en els anteriors Jocs, cinc proves d'halterofília, totes elles en categoria masculina.

## Resum de medalles
| Prova                            | Or               | Argent          | Bronze         |
| Pes ploma – 60 kg detalls        | Anthony Terlazzo | Saleh Soliman   | Ibrahim Shams  |
| Pes lleuger – 67.5 kg detalls    | Robert Fein      | No es concedí   | Karl Jansen    |
| Pes lleuger – 67.5 kg detalls    | Anwar Mesbah     | No es concedí   | Karl Jansen    |
| Pes mitjà – 75 kg detalls        | Khadr El Touni   | Rudolf Ismayr   | Adolf Wagner   |
| Pes semipesant – 82,5 kg detalls | Louis Hostin     | Eugen Deutsch   | Ibrahim Wasif  |
| Pes pesant + 82,5 kg detalls     | Josef Manger     | Václav Pšenička | Arnold Luhaäär |

## Medaller
| Posició | País           | Or | Argent | Bronze | Total |
| 1       | Egipte         | 2  | 1      | 2      | 5     |
| 2       | Alemanya       | 1  | 2      | 2      | 5     |
| 3       | Àustria        | 1  | 0      | 0      | 1     |
| 3       | Estats Units   | 1  | 0      | 0      | 1     |
| 3       | França         | 1  | 0      | 0      | 1     |
| 6       | Txecoslovàquia | 0  | 1      | 0      | 1     |
| 7       | Estònia        | 0  | 0      | 1      | 1     |